# Imre Csősz
Imre Csősz, född den 31 maj 1969 i Debrecen, Ungern, är en ungersk judoutövare.
Han tog OS-brons i herrarnas tungvikt i samband med de olympiska judotävlingarna 1992 i Barcelona.